# Gallatin (Tennessee)
Gallatin és una població dels Estats Units a l'estat de Tennessee. Segons el cens del 2006 tenia 27.726 habitants.

## Demografia
Segons el cens del 2000, Gallatin tenia 23.230 habitants, 8.963 habitatges, i 6.193 famílies. La densitat de població era de 408,2 habitants/km².
Dels 8.963 habitatges en un 32,5% hi vivien nens de menys de 18 anys, en un 48% hi vivien parelles casades, en un 16,1% dones solteres, i en un 30,9% no eren unitats familiars. En el 26,5% dels habitatges hi vivien persones soles l'11% de les quals corresponia a persones de 65 anys o més que vivien soles. El nombre mitjà de persones vivint en cada habitatge era de 2,5 i el nombre mitjà de persones que vivien en cada família era de 2,99.
Per edats la població es repartia de la següent manera: un 25,4% tenia menys de 18 anys, un 9,4% entre 18 i 24, un 29,6% entre 25 i 44, un 21,9% de 45 a 60 i un 13,7% 65 anys o més.
L'edat mediana era de 36 anys. Per cada 100 dones de 18 o més anys hi havia 86,8 homes.
La renda mediana per habitatge era de 34.696$ i la renda mediana per família de 41.899$. Els homes tenien una renda mediana de 30.620$ mentre que les dones 22.696$. La renda per capita de la població era de 18.550$. Entorn del 10,8% de les famílies i el 14,4% de la població estaven per davall del llindar de pobresa.

## Poblacions més properes
El següent diagrama mostra les poblacions més properes.